# 邦賈加拉

邦賈加拉（法語：Bandiagara），是馬里的城鎮，位於該國中部，由莫普提區負責管轄，是邦賈加拉省的首府，處於莫普提東南面65公里，海拔高度392米，2009年人口25,564。

## 圖集

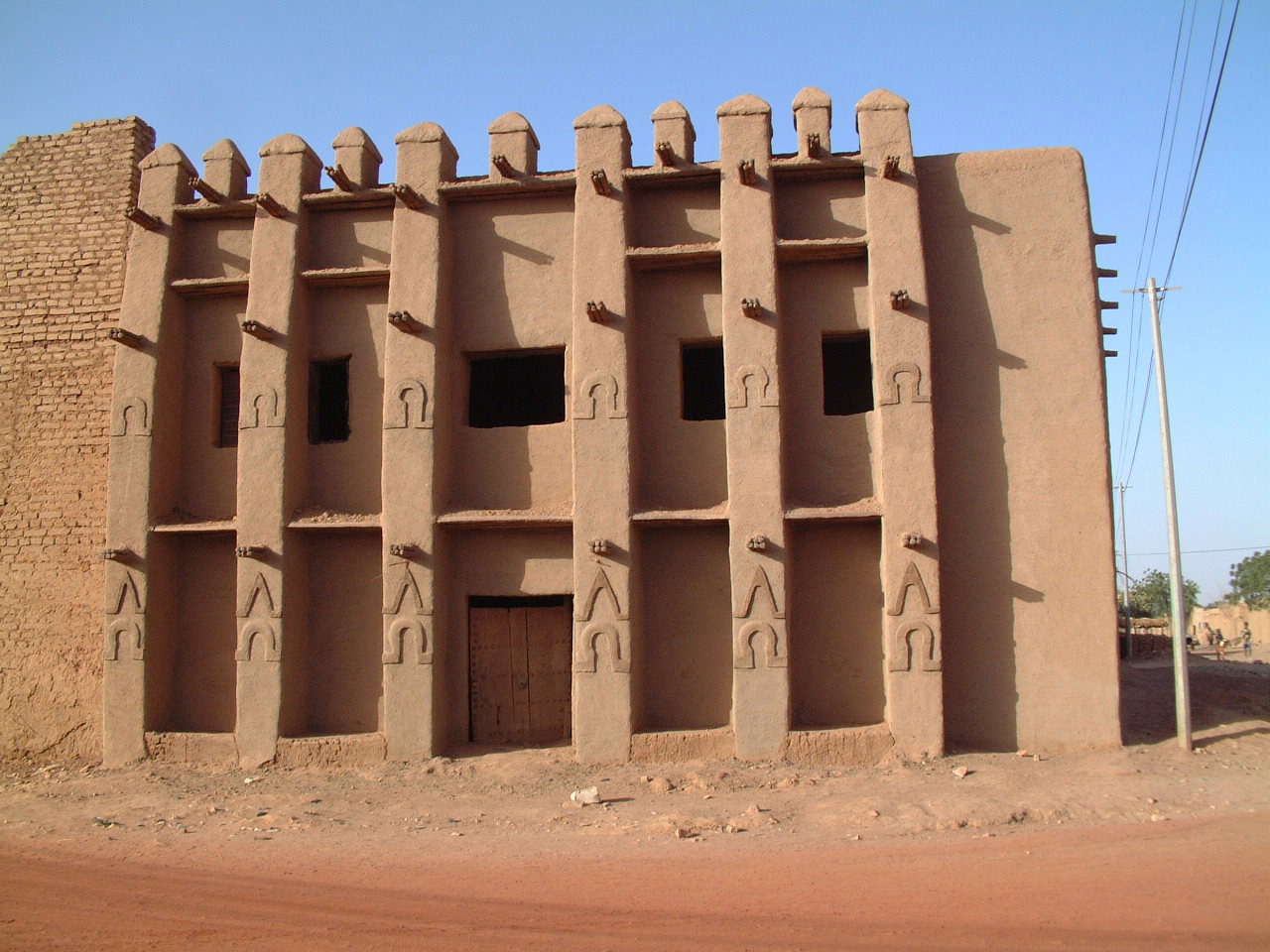
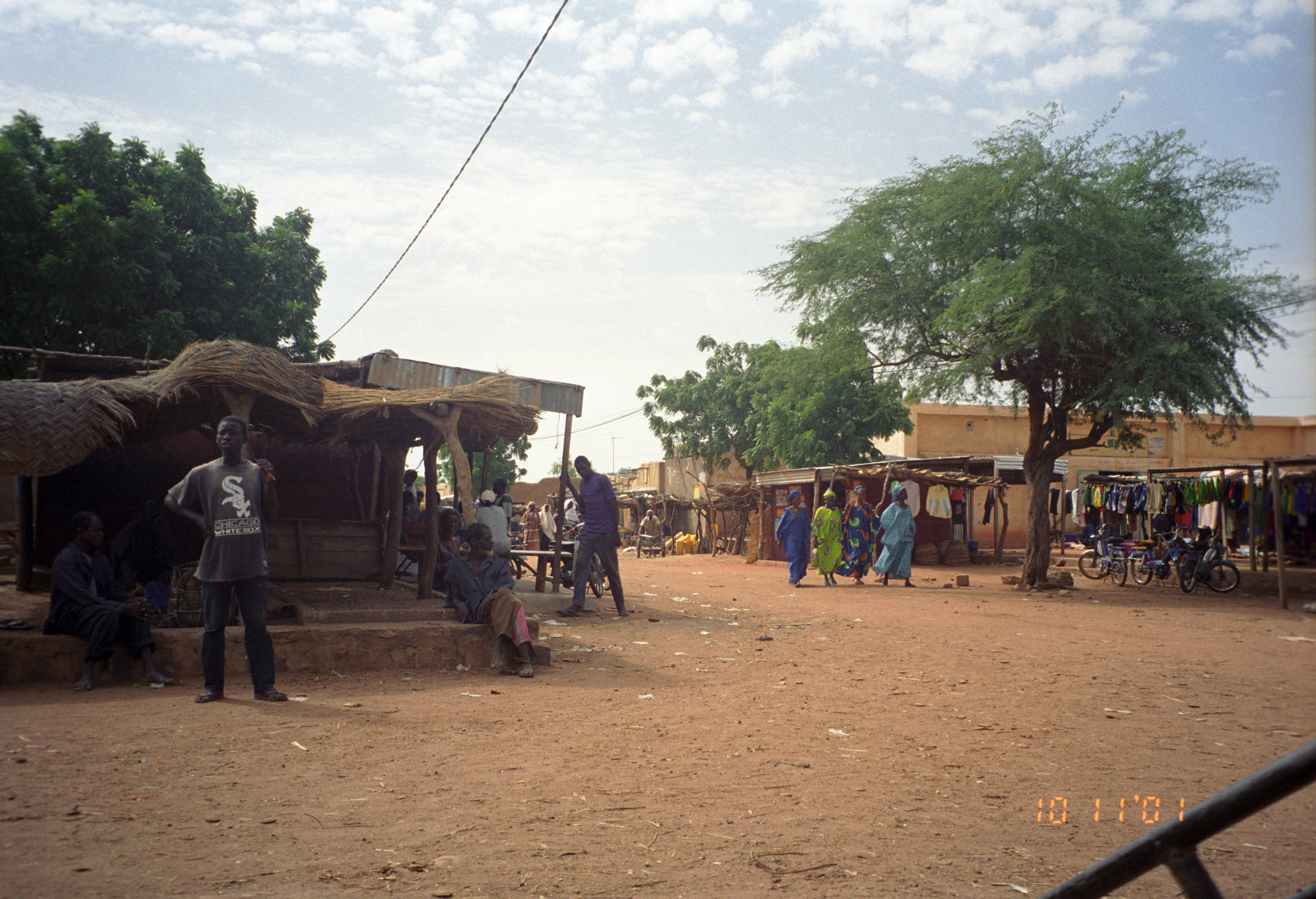
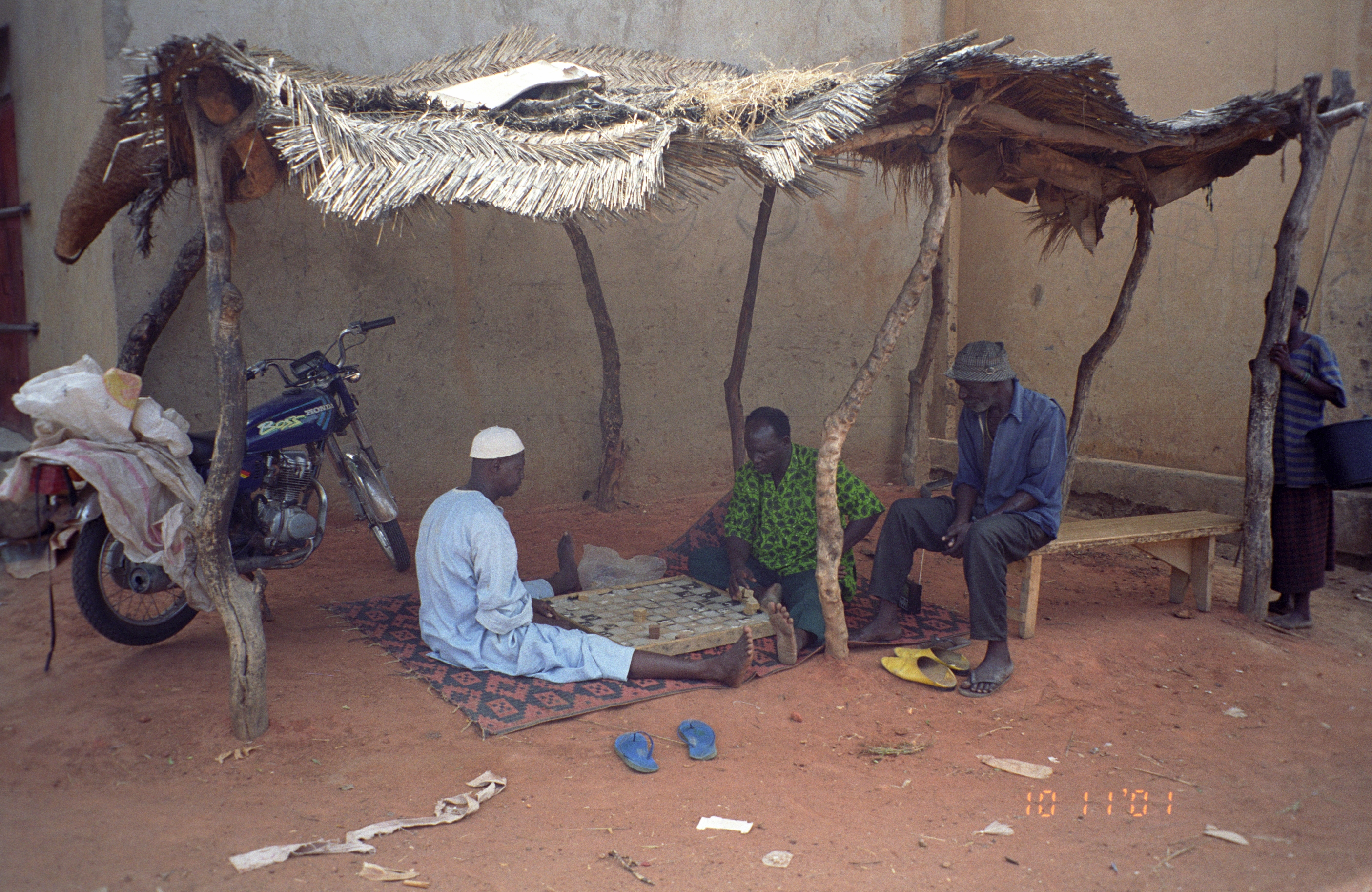